# 蜜汁火方
蜜汁火方是杭幫菜、苏帮菜的著名传统菜式，是一种用火腿制作的菜肴。以金华火腿中品质优良的中方为主料，用冰糖水、蜂蜜反复数次浸蒸数小时之久。辅料包括莲子、松仁及糖桂花。该菜式口感甜咸，色泽枣红。